# Нордиртланд Вестра (регион)
65° 44′ 46″ N 19° 38′ 22″ W / 65.74611° С; 19.63944° З
Нордиртланд Вестра (исл. Norðurland vestra - „Северозападни регион“) је је један од осам региона Исланда. Налази се у северном делу државе. Захвата површину од 12.737 км² и има око 7.810 становника. Главни град је Сејдауркроукир. 